# Губяшкин, Николай Игнатьевич
Николай Игнатьевич Губяшкин (12 мая 1922 — 2008) — советский военнослужащий, участник Великой Отечественной войны, полный кавалер ордена Славы, командир стрелкового отделения 196-го гвардейского стрелкового полка, гвардии младший сержант.

## Биография
Родился 12 мая 1922 года в селе Покроводонка Каргатской волости Каинского уезда Томской губернии (ныне Каргатского района Новосибирской области). Окончил 6 классов. Работал в колхозе.
В августе 1941 года был призван в Красную Армию. Службу начал на Дальнем Востоке. Только летом 1942 года с эшелоном дальневосточников-краснофлотцев прибыл под Сталинград. Воевал в составе 304-й стрелковой дивизии, был орудийным номером в расчете 45-мм пушки.
Участвовал в окружении и разгроме группировки под Сталинградом. За отвагу и мужество на Курской дуге награждён медалью «За отвагу». В составе дивизии с боями дошел до Полтавы, затем дивизия была переброшена в район города Невель и участвовала в боях по освобождению города Новосокольники.
19 января 1944 года при прорыве вражеской обороны у села Абабково орудийный номер батареи 45-мм пушек гвардии ефрейтор Губяшкин заменил выбывшего из строя наводчика. Продвигаясь со своим орудием в боевых порядках пехоты, прямой наводкой уничтожил дзот, два пулемета и разбил автомашину с боеприпасами. В этом бою он был ранен, но не ушел с поля боя и продолжал выполнять боевую задачу.
Приказом командира 67-й гвардейской стрелковой дивизии от 29 января 1944 год за самоотверженность и мужество, проявленные в бою, гвардии ефрейтор Губяшкин Николай Игнатьевич награждён орденом Славы 3-й степени.
До конца февраля на этом участке фронта шли напряженные бои в трудных условиях лесисто-болотистой местности. За это время Николай Губяшкин уничтожил около десятка огневых точек противника и не менее взвода вражеской пехоты, за что был удостоен ордена Красной Звезды.
Летом 1944 года, накануне общего наступления была запланирована разведка боем силами передовых батальонов, в состав которых отбирались лучшие бойцы и командиры. Гвардии младший сержант Губяшкин в совершенстве владел не только пушкой, но и станковым пулеметом, автоматом. Поэтому командир батальона, знавший его ещё со сталинградских боев, включил Губяшкина в состав разведывательного отряда.
Утром 22 июня после 25-минутной артиллерийской подготовки передовые батальоны пошли в атаку. Батальон 196-го гвардейского стрелкового полка наступал в районе Сиротино. Губяшкин со станковым пулеметом продвигался на фланге. Умело выбирая огневые позиции, обеспечивал продвижение стрелкового подразделения. Под прикрытием его огня гвардейцы ворвались во вражескую траншею, добили уцелевших фашистов и устремились вперед. пулеметчик уничтожил в этом бою не менее десятка противников.
Продвигаясь в глубь вражеской обороны, гвардейцы вышли на Западную Двину и, несмотря на ожесточенное сопротивление противника, с ходу форсировали её. В числе первых, переправившихся на подручных средствах через реку, был и расчет Николая Губяшкин. В бою за расширение плацдарма в районе села Свеча он был ранен, но остался в строю и продолжал отбивать вражеские атаки до тех пор, пока не подошло подкрепление.
Приказом по войскам 6-й гвардейской армии от 17 августа 1944 года гвардии младший сержант Губяшкин Николай Игнатьевич награждён орденом Славы 2-й степени.
После окружения и разгрома витебской группировки противника 67-я гвардейская стрелковая дивизия получила задачу наступать на Полоцк.
29 июня 1944 года в районе высоты 168,2 противник, занимавший выгодный рубеж, встретил наступающие подразделения сильным пулеметным и артиллерийско-минометным огнём. Бойцы залегли на открытом поле. Командир стрелкового отделения Губяшкин первым поднялся в атаку, под огнём противника достиг вражеской траншеи и вместе с бойцами выбил из неё противников. Во время рукопашной схватки лично уничтожил трех противников.
К утру 4 июля Полоцк был освобожден. Гвардейцы, преодолевая сильное сопротивление противника, развивали наступление в общем направлении на Даугавпилс. В районе населенного пункта Маруга противник оказал особенно упорное сопротивление. В ночь на 12 июля он восемь раз переходил в яростные контратаки. Вышли из строя многие офицеры. Гвардии сержант Губяшкин, возглавив роту, сражался бесстрашно. Он уничтожил в этом ночном бою около двух десятков противников. Рота удержала занимаемый рубеж. В этом бою был тяжело ранен и надолго слег в госпиталь.
В октябре 1944 года старшина Губяшкин демобилизован по ранению. Вернулся на родину.
Указом Президиума Верховного Совета СССР от 24 марта 1945 года за образцовое выполнение заданий командования в боях с немецко-вражескими захватчиками гвардии старшина Губяшкин Николай Игнатьевич награждён орденом Славы 1-й степени, став полным кавалером ордена Славы.
Жил в селе Беркуты Каргатского района Новосибирской области. До выхода на пенсию работал кладовщиком в Каргатском совхозе. Пользовался большим авторитетом, принимал активное участие в общественной жизни. Почетный гражданин Каргатского района. Скончался 2008 году. Похоронен в Каргате.
Награждён орденами Отечественной войны 1-й степени, Красной Звезды, Славы 3-х степеней, медалями.